# Богдан (герб)
Богдан (пол. Bogdan) —  польський герб баронський наданий в Галичині.

## Опис герба
Опис з використанням правил блазонування, запропонованих Альфредом Знамеровським  : 
У золотому полі фігура улана в червноному одязі і червоній шапочці з пером зеленим, з золотим поясом, що тримає срібну шаблю і стоїть на зеленій траві. 
Клейнод: геральдична фігура із шолома з короною над короною барона. 
Намет червоний, підбитий золотом.

## Найперша згадка
1 серпня 1802 року наданий галицькою нобілітацією Юзефу Богдану фон Штурмбуку, майору 1-го уланського полку. Богдан був нобілітований раніше, а 1802 року, як кавалер ордену Марії Терези, був удостоєний імператором Священної Римської імперії Францом II титулу барона і заміною в гербі шляхетської рангової корони на баронську в Королівстві Галичини і Володимирії.

## Геральдичний рід
Цей герб, як власний герб, з особистої нобілітації, використовувала лише одна гербова родина: Богдани.